# Sveriges herrlandslag i ultimate
Sveriges herrlandslag i ultimate representerar Sverige i ultimate på herrsidan.
Lagets förbundskaptener är Martin Filipovski och Danny Eriksson.
Landslaget har varit mycket framgångsrikt genom åren och hade i EM-sammanhang fram till 2008 aldrig placerat sig sämre än tvåa.

## Meriter

### VM
- Ett VM-guld (1992)
- Två VM-silver (1996 i Jönköping, 2000)

### EM
- Silver (1997 i Millfield[särskiljning behövs], England)